# Richard Erfurth
Richard Erfurth (* 14. Januar 1869 in Schleinitz; † 23. August 1949 in Lutherstadt Wittenberg) war ein deutscher Pädagoge und Heimatschriftsteller.

## Leben
Erfurth besuchte von 1887 bis 1890 das Lehrerseminar in Weißenfels, am 1. April 1890 erhielt er eine Lehrerstelle in Dobien, am 1. Oktober 1890 in Dabrun, um 1894 in Pratau in gleicher Funktion tätig zu sein. Dort engagierte er sich am Gemeindeleben und baute eine kleine Bibliothek auf. 1899 übernahm er in Wittenberg eine Stelle als Lehrer an der Lutherschule im heutigen Lutherhaus, die er bis zu seinem Ruhestand 1932 versah.
Neben seiner beruflichen Tätigkeit und der Mitarbeit in verschiedenen Gremien der Evangelischen Kirche Wittenbergs, ist vor allem seine Mitarbeit im "Verein für Heimatkunde und Heimatschutz" in Wittenberg hervorzuheben. Seit der Gründung des Vereins 1910 war Erfurth im Vorstand vertreten und arbeitete hier eng mit Gottfried Krüger zusammen. Neben seinen Vorträgen 1911 "Zur Geschichte der Faustsage", 1927 über "Das geschmuggelte Schwein", 1930 über "In Wittenberg vor 100 Jahren" und 1935 über "Emil Quandt – Prediger und Dichter", war er von 1924 bis 1936 Herausgeber und Redakteur der Heimatbeilage des "Wittenberger Tageblatts": "O du Heimatflur", die später unter dem Titel "Unser Heimatland" erschien.
Auch in Zeitschriften und Zeitungen veröffentlichte Erfurth seine Aufsätze und als Korrespondent der Zeitung besuchte er Versammlungen, öffentliche Veranstaltungen sowie besondere Ereignisse, die sich in der Lutherstadt abspielten. Seine Mitarbeit an den verschiedenen "Stadtführern", die von 1911 bis 1938 in Wittenbergern und auswärtigen Verlagen erschienen, tragen alle als Verfasser im textlichen Teil seinen Namen. Seine Mundartschriften, legte sein einstiger Schüler Heinrich Kühne unter dem Titel „Vun jrienen Schtrand der Elwe“ zur Jahrtausendwende erneut auf.

## Werkauswahl
- Heimatkunde des Kreises Wittenberg. Wittenberg 1902
- Bilder aus der Kulturgeschichte unserer Heimat. Wittenberg 1905
- Geschichte der Stadt Wittenberg. Teil I. Wittenberg 1910
- Vom Joche erlöst. Vaterländisches Festspiel in zwei Aufzügen behandelt die Erstürmung der Stadt durch die Preußen 1813-1814. Heft 208 der Reihe "Jugend und Volksbühne". Leipzig o. J. (1913)
- Führer durch die Lutherstadt Wittenberg und ihre Umgebung (in Zusammenarbeit mit Paul Friedrich). Wittenberg 1917
- Geschichte der Lutherstadt Wittenberg. Teil II. Wittenberg 1927
- Vun jrienen Schtrand der Elwe. (Mundart). Berlin-Leipzig o. J. (1930) Die Schulzentochter von Apollensdorf. Halle o. J. (1934)
- "Er lebt". D. Martin Luther in der Sage. Leipzig 1938
- Was du ererbt von deinen Vätern hast. Die Mundarten der deutschen Gaue. Leipzig 1941
- Andreas Hofer: Wie er lebte, kämpfte, litt und starb. Verlag Friedrich Brandstetter, Leipzig 1942

## Weblink
- Literatur von und über Richard Erfurth im Katalog der Deutschen Nationalbibliothek

| Personendaten    | Personendaten                               |
| ---------------- | ------------------------------------------- |
| NAME             | Erfurth, Richard                            |
| KURZBESCHREIBUNG | deutscher Pädagoge und Heimatschriftsteller |
| GEBURTSDATUM     | 14. Januar 1869                             |
| GEBURTSORT       | Schleinitz                                  |
| STERBEDATUM      | 23. August 1949                             |
| STERBEORT        | Lutherstadt Wittenberg                      |